# Prison Song (canción)
«Prison Song» es una canción compuesta e interpretada por el cantautor inglés Graham Nash. Fue publicado en marzo de 1974 como el sencillo principal de su segundo álbum de estudio en solitario, Wild Tales.

## Recepción de la crítica
Un escritor no especificado de la revista Cash Box comentó: “Las composiciones pasadas de Graham se han concentrado en su mayor parte en las letras con música sencilla para transmitir esas palabras. Ese es nuevamente el caso aquí, ya que ofrece otra pista simple pero intensa sobre la vida en prisión, que se dice que está inspirada en la experiencia de un amigo. Una buena canción merece ser escuchada y probablemente lo será”.

## Lista de canciones
Todas las canciones escritas y compuestas por Graham Nash.
1. «Prison Song» – 3:10
2. «Hey You (Looking at the Moon)» – 2:14

## Créditos y personal
Créditos adaptados desde las notas de álbum de Wild Tales.
Músicos
- Johnny Barbata – batería
- Tim Drummond – bajo eléctrico
- Graham Nash – piano eléctrico, armónica, voces
- David Lindley – mandolina
- David Crosby – voces

Personal técnico
- Graham Nash – productor
- Don Gooch – ingeniero de audio
- Stanley Johnston – ingeniero asistente